# Callopistria terlana
Callopistria terlana là một loài bướm đêm trong họ Noctuidae.